# Bonnie and Clyde (album)
Bonnie and Clyde è un album discografico del cantautore francese Serge Gainsbourg e della cantante e attrice francese Brigitte Bardot, pubblicato nel 1968.

## Tracce
Testi e musiche di Serge Gainsbourg, eccetto dove indicato.
1. Bonnie and Clyde – 4:19
2. Bubble Gum – 1:48
3. Comic Strip – 2:14
4. Un Jour Comme Un Autre – 2:23 (Gérard Bourgeois, Jean-Max Rivière)
5. Pauvre Lola – 2:24
6. L'eau A La Bouche – 2:33 (Gainsbourg, Alan Goraguer)
7. La Javanaise – 2:31
8. La Madrague – 2:36 (Gérard Bourgeois, Jean-Max Rivière)
9. Intoxicated Man – 2:40
10. Everybody Loves My Baby – 2:14 (Jack Palmer, Spencer Williams))
11. Baudelaire – 2:30 (Gainsbourg, Charles Baudelaire)
12. Docteur Jekyll Et Monsieur Hyde – 2:00